# DRA Music Factory
DRA Music Factory（ディー・アール・エー・ミュージック・ファクトリー）は日本の2人組の作曲家音楽ユニット。「D.R.A」あるいは「DRA Music Factory」名義で白石晃士、福田陽平などの作品のドキュメンタリーと映画音楽を多数担当していた。

## メンバー
- 野中勇希[2]（NONAKA）東京都出身[2]
- 野村真生[3]（MIKE）1976年11月8日・さそり座・東京都出身[3]

## 作品リスト

### 映画音楽
- 陰陽師 呪詛返し (2002年)
  - 陰陽師2 人魔調伏 (2002年)
  - 陰陽師 実録! 百鬼封滅 (2003年)
- ほんとにあった! 呪いのビデオ Ver. X: 3巻～4巻 (2002年)
  - ほんとにあった!呪いのビデオ The Movie (2003年)
  - ほんとにあった!呪いのビデオ The Movie 2 (2003年)
  - ほんとにあった!呪いのビデオ 16巻～22巻 (2005年～2006年)
- 呪霊 THE MOVIE 黒呪霊 (2004年)
- 日野日出志のザ・ホラー怪奇劇場 (2004年)
- DEATH FILE (2006年)
- ほんとうにあった怖い話 第六夜 たたり (2007年)
  - ほんとうにあった怖い話 第七夜 輪廻 (2007年)
- 怪奇!アンビリーバブル 凄惨! 殺人現場の写真 (2007年)
- 2ちゃんねるの呪い VOL.2 (2010年)